# La città di Adamo
La città di Adamo è un romanzo dello scrittore Giorgio Nisini, pubblicato nel 2011 dalla casa editrice Fazi. Il libro è stato selezionato tra i dodici finalisti della LXV edizione del Premio Strega